# Husayn al-'Uwayni
Ḥusayn al-ʿUwaynī (in arabo حسين العويني‎?; 1910 – 1971) è stato un politico libanese, varie volte ministro e per tre volte Primo ministro del Libano.
Come molti uomini politici libanesi, al-ʿUwaynī fu inizialmente un uomo d'affari che lo portò in giro per vari paesi del Vicino Oriente, tra cui la Palestina (sotto Mandato britannico), l'Egitto, il Regno hascemita del Hijaz e poi l'Arabia Saudita. Rientrò a Beirut nel 1937 e fondò quella che sarebbe diventata la prima banca commerciale libanese: la Banque du Liban et d'Outre-Mer.
Fu eletto deputato sunnita di Beirut dal 1947 al 1951 e fece parte di varie compagini governative, in veste di ministro delle Finanze e delle Poste, sotto la presidenza di Bishara al-Khuri, nei Gabinetti formati da Riyad al-Sulh, come ministro della Pianificazione, degli Affari Esteri e della Giustizia; nei governi di Rashid Karame sotto la presidenza di Fu'ad Shehab, e come ministro dell'Economia, ancora degli Affari Esteri, della Difesa e di nuovo della Giustizia, sotto il Primo ministro Abd Allah al-Yafi', sotto la presidenza di Charles Helou.
Fu a sua volta Primo ministro, nel 1951, nel corso del mandato presidenziale di Bishara al-Khuri, e altre due volte nel 1964 e nel 1965, sotto Charles Helou.